# Till the end of time
Till the end of time is het derde studioalbum dat Stephan Micus opnam voor JAPO Records/ECM Records. Opnieuw vonden de opnamen plaats in de Tonstudio Bauer te Ludwigsburg. Net als Micus’ eerste album Archaic concerts bevat het album slechts twee (lange) stukken, geschreven voor exotische muziekinstrumenten. Daarbij bespeelde Micus alle instrumenten zelf.

## Musici
- Stephan Micus – alle muziekinstrumenten, zang

## Muziek
| Nr. | Titel                                                        | Duur  |
| --- | ------------------------------------------------------------ | ----- |
| 1.  | Till the end of time (table harp, kortholt, citer en gitaar) | 17:30 |
| 2.  | For Wis and Ramin (gitaar, citer en zang)                    | 18:06 |